# Frances Lee
 (juin 2013).
Si vous disposez d'ouvrages ou d'articles de référence ou si vous connaissez des sites web de qualité traitant du thème abordé ici, merci de compléter l'article en donnant les références utiles à sa vérifiabilité et en les liant à la section « Notes et références ».
Frances Lee (1908-2000) est une danseuse et une actrice américaine.

## Biographie
Gus Edwards l'aurait persuadé de danser dans son théâtre et elle aurait fait partie des Ziegfeld Follies.
Al Christie l'engagea en même temps que son partenaire de scène Billy Dooley pour tourner dans les Christie Comedies (où elle fut notamment la partenaire de Bobby Vernon), sans doute pour remplacer Dorothy Devore, partie à la Warner.
Elle connut l'apogée de sa carrière pendant le cinéma muet (elle tourna dix films en 1929 et fut l'une des WAMPAS Baby Stars de 1927) et ne réussit qu'à moitié sa transition vers le parlant. Elle tourna son dernier film en 1935.

## Filmographie partielle
- 1925 : Yes, Yes, Babette
- 1928 : Princesse de Luna Park
- 1929 : The Show of Shows
- 1933 : Phantom Thunderbolt (en)
- 1934 : Mademoiselle Général
- 1935 : Femmes d'affaires (Traveling Saleslady) de Ray Enright